# Buteanu-csúcs
A Buteanu-csúcs (románul: Vânătarea lui Buteanu) egy hegy a Fogarasi-havasokban. Ez az egyetlen 2500 m-nél magasabb hegy, amely a hegység főgerinctől északra helyezkedik el. A csúcs mellett húzódik Szeben megye és Argeș megye határa. A közelben van a Bilea-tó, a Fogarasi-havasok legnagyobb tengerszeme.
A hegy román neve eredetileg Vânătaia lui Buteanu volt (magyarul Buteanu kéklő bérce), ez változott meg később Vânătarea lui Buteanu-ra (magyarul Buteanu hegycsúcs).
Megközelíteni a Zerge-nyereg (Saua Caprei) felől lehet, a gerinc út nem vezet át rajta. A Bilea-tótól 1,5-2 óra alatt elérhető.